# André Blavier
André Blavier (* 23. Oktober 1922 in Verviers, Provinz Lüttich; † 12. Juni 2001 ebenda) war ein belgischer Bibliothekar, Publizist und Schriftsteller, der dem Autorenkreis Oulipo angehörte und ein Anhänger des von Alfred Jarry begründeten absurdistischen Philosophie- und Wissenschaftskonzept ’Pataphysik war. Weitere Bekanntheit erwarb er sich insbesondere auch durch seine Dokumentationen über Leben und Werk des französischen Schriftstellers Raymond Queneau.

## Leben
Der aus einer Arbeiterfamilie stammende Blavier machte nach dem Schulbesuch eine Berufsausbildung zum Bibliothekar und wurde während des Zweiten Weltkrieges 1940 als Zwangsarbeiter in das Deutsche Reich deportiert. Nach seiner Rückkehr nach Belgien begann er 1942 seine Tätigkeit als Bibliothekar in Verviers.
Als solcher befasst er sich schnell und umfassend mit dem Werk von Raymond Queneau, dem Verfasser von Le Chiendent (1933) und Les Enfants du Limon (1938). Blavier entschließt sich, eine Biografie über Queneau zu verfassen, wodurch zwischen beiden eine langjährige Freundschaft entsteht, die sich insbesondere auf die beiderseitige geistige Verbundenheit begründet: So wollen sich beide von ihren Worten distanzieren, um dadurch das volle Gewicht der sozialen Wirklichkeit wiederherzustellen. Queneau gehörte 1949 zu den ersten Unterzeichnern des Manifestes des Collège de 'Pataphysique (Künstlergruppe 'Pataphysik'), das auf den Dichter und Dramatiker Alfred Jarry zurückgeht. 1950 trat Blavier selbst dem Collège de ’Pataphysique bei.
1952 begründete er zusammen mit Jane Graverol die Gruppe Temps-Mêlés und organisierte in den folgenden Jahren Konferenzen zu den Werken der Dichterin Andrée Sodenkamp, Ausstellungen der Werke der Maler René Magritte und Maurice Pirenne, aber auch Theater-, Kino- und Musikaufführungen wie zum Beispiel Konzerte von Pierre Froidebise. Die Arbeit dieser Gruppe dokumentierte er durch die Zeitschrift La Revue Temps Mêlés, deren erste Ausgabe im Dezember 1952 erschien. Er war darüber hinaus Mitglied des von Queneau und François Le Lionnais gegründeten Autorenkreis Oulipo, der sich insbesondere der potentiellen Literatur widmete.
1965 gründete er die Stiftung des Luxemburgischen Instituts für die Studien der ’Pataphysik sowie 1976, nach dem Tod von Raymond Queneau, in Verviers das Raymond-Queneau-Dokumentationszentrum, das im zweijährigen Rhythmus ein internationales Kolloquium zu Ehren Queneaus veranstaltete.

## Veröffentlichungen
- René Magritte. Suivi d’une bibliographie générale par André Blavier. Mitautor Patrick Waldberg. Brüssel 1965.
- Occupe-toi d'homélies. Roman. Lüttich 1976.
- Les fous littéraires. Paris 1982, ISBN 2-85199-268-6.
- Lettres croisées, 1949-1976. André Blavier, Raymond Queneau: correspondance présentée et annotée par Jean-Marie Klinkenberg. Brüssel 1988, ISBN 2-804-00345-0.

in deutscher Sprache
- als Hrsg.: Sämtliche Schriften. René Magritte. Frankfurt am Main 1985, ISBN 3-548-34301-5.